# Струнный квартет № 6 (Шостакович)
Струнный квартет № 6 Соль мажор, соч. 101, Шестой струнный квартет Дмитрия Шостаковича, написанный в 1956 году в Комарово, во время свадебного путешествия со своей второй женой, Маргаритой Каиновой, развод с которой состоялся тремя годами позднее.

## Исполнение квартета
Первое исполнение квартета состоялось в 1956 году в Ленинграде, музыкантами Квартета имени Бетховена.

## Строение квартета
Квартет состоит из четырёх частей:
1. Allegretto
2. Moderato con moto
3. Lento
4. Lento — Allegretto